# Радофинниково
Радофи́нниково — посёлок в Лисинском сельском поселении Тосненского района Ленинградской области.

## История
С 1917 по 1927 год посёлок при железнодорожной станции Радофинниково входил в состав Тесовской волости Новгородского уезда Новгородской губернии.
С 1927 года в составе Дубовицкого сельсовета Детскосельского района Ленинградской области.
С 1930 года в составе Тосненского района.
- Земли современного посёлка Радофинниково на карте 1937 года

Согласно топографической карте РККА 1937 года по территории современного посёлка проходила дорога с деревянным покрытием — настилом из досок или деревянных пластин, уложенных на поперечные шпалы.
С 1 сентября 1941 года по 31 декабря 1943 года посёлок находился в оккупации.
По данным 1966 и 1973 годов населённый пункт назывался посёлок Радофинниково и являлся административным центром Дубовицкого сельсовета, в который входили 3 населённых пункта: деревни Горка, Дубовик и сам посёлок Радофинниково.
По данным 1990 года в посёлке Радофинниково проживали 1299 человек. Посёлок являлся административным центром Радофинниковского сельсовета в который входили 2 населённых пункта: деревня Дубовик и посёлок Радофинниково, общей численностью населения 1370 человек.
В 1997 году в посёлке Радофинниково Радофинниковской волости проживали 1148 человек, в 2002 году — 932 человека (русские — 89 %).
В 2007 году в посёлке Радофинниково Лисинского СП — 895 человек.

## География
Посёлок расположен в южной части района на автодороге 41К-175 (Лисино-Корпус — Радофинниково), к югу от посёлка Лисино-Корпус.
Расстояние до административного центра поселения — 37 км.
Расстояние до районного центра — 55 км.
Посёлок находится на железнодорожной линии Санкт-Петербург — Великий Новгород у станции Радофинниково.
В северной части посёлка находится исток реки Солуя (приток Тосны).

## Демография
| 2007 | 2010 | 2017 |
| ---- | ---- | ---- |
| 895  | ↗900 | ↘854 |

## Экономика
В посёлке Радофинниково находятся Тосненский леспромхоз и Дубовицкое лесничество Любанского лесхоза.

## Памятники и достопримечательности
- В центре посёлка находится Вознесенская церковь, построенная по проекту архитектора Б. П. Богдановича[12].
- В посёлке располагалась главная станция Дубовицкой узкоколейной железной дороги, уходившей на десятки километров в леса на восток и на северо-запад от посёлка. Ныне о ней напоминает памятная доска с элементами железной дороги, установленная в одном километре от посёлка на Лесном шоссе.
- Братская могила воинов, павших во время Великой Отечественной войны. На мемориальных досках увековечены имена 287 человек. По данным ОБД «Мемориал», в братской могиле захоронено 367 человек, 260 из них известны, 107 неизвестны[13].

- Братское захоронение времён Великой Отечественной войны. 2020 год

## Инфраструктура
Отделение связи, баня, общеобразовательная школа (открылась 16 ноября 2007 года). Детский игровой комплекс.
К юго-востоку от посёлка — несколько СНТ, ТСН, в том числе «Надежда» и «Еловый бор», далее, по обе стороны от железнодорожной линии — садоводства массива «Радофинниково» (остановочные пункты 100 км, 101 км, 104 км).
- Детская площадка. 2019 год
- Необорудованный железнодорожный переезд. 2020 год

## Транспорт
Автобусный маршрут № 311 (Тосно — Радофинниково).

## Улицы
Воскресенского, Евстафьева, Железнодорожная, Клубная, Комсомольская, Лесная, Малая Лесная, Мостовая, Партизанская, Пионерская, Раванская, Станционная, Трудовая, Школьная, Южная.